# Anna Elías
Anna Elías Manén (Barcelona, 9 de octubre), conocida como Anna Elías, es una fotógrafa, documentalista y videoartista española. Fue la única mujer seleccionada para el equipo de fotógrafos oficiales de la Exposición Universal de Sevilla de 1992. Desde 1991 vive y trabaja en Sevilla. 

## Trayectoria
Se formó en el Instituto Fotográfico de Cataluña de su Barcelona natal entre 1986 y 1989. Trabajó cuatro años como ayudante en el estudio de fotografía publicitaria de Lluís Carro. Entre 1986 y 1990 recibió galardones en varias ediciones de la Muestra Nacional Jóvenes Fotógrafos y participó en varias ediciones de los Encuentros fotográficos de Gijón.
En 1991 llegó a Sevilla, donde se afincó. Viajó a la capital andaluza en respuesta a la invitación de Fernando Alda, jefe de fotografía de la Expo 92. Fue contratada para formar parte del equipo oficial de fotógrafos de este evento mundial, siendo la única mujer en el mismo. Su elección se basó en su versatilidad para trabajar con diferentes equipos fotográficos como las cámaras de 35 mm, o las cámaras de medio y gran formato, más adecuadas para fotografía editorial y de arquitectura. Su cometido inicial fue la fotografía arquitectónica, el seguimiento de las obras y la cobertura de los eventos en la Isla de la Cartuja.
Conoció y retrató a conocidos personajes tan dispares como Stephen Hawking, Camarón de la Isla o Fidel Castro. Tomó las instantáneas de los conciertos, los espectáculos, el ambiente de la calle, la cabalgata y a los músicos callejeros. El equipo completo llegó a estar compuesto por una veintena entre fotógrafos (Fernando Alda, Emilio Sanmartín, Atin Aya, Luís Castilla, Pepe Morón y ella misma), técnicos de laboratorio y documentalistas. Generaron un fondo de 400.000 fotografías.
En 1993 publicó Tiempo de Exposición. Expo'92 Sevilla. Tras un año sabático, abrió su estudio en la capital hispalense y se integró en la vida social y cultural de la ciudad. En 1996 participó en una exposición colectiva de fotógrafos jóvenes Cuatro miradas en la galería de arte Marta Moore, junto a Nacho Doce, Luis Castilla y Juan Carlos Cazalla. En los años sucesivos, participó en exposiciones colectivas e individuales como Nus junto a la artista Jessica Weinstein, que la llevó a Sevilla, Málaga y Oporto en 1997 y 1998, y Primavera Fotográfica de Cataluña en la Sala Gespa de Barcelona en 1998. En 1997 participó en una exposición colectiva a favor del comité anti-SIDA en el Centro Andaluz de Arte Contemporáneo y en 1999 y 2000 en la colectiva Arte de Mujeres, organizada por el Instituto Andaluz de la Mujer, de carácter itinerante por Andalucía.
En 2002 y 2003, entre otros trabajos de encargo, fue la encargada de realizar las fotografías de la West-Eastern Divan Orchestra, nacida en 1999 como actividad principal de la Fundación Barenboim-Said del músico argentino-israelí Daniel Barenboim y del intelectual palestino Edward Said, con sede en Andalucía. Ese mismo año, desarrolló el proyecto fronterizo Miradas entre España y Portugal en el municipio luso de Castelo Branco. 
En 2005 sus fotografías complementaron el singular espacio expositivo del espacio Paraísos Cultivados que creó Javier Mariscal con su paella gigante, dentro del Pabellón de España en la Exposición Universal de Aichí, en Japón. Y en 2007 estrenó la obra audiovisual El foco junto a la exposición fotográfica con la que cerró la temporada 2006/2007 del Teatro Lope de Vega de Sevilla. Participó en las ediciones de 2008 y 2009 del Festival SevillaFoto organizado por el Cíclope Mecánico. En 2009 la Fundación Tres Culturas del Mediterráneo, con la que colaboró durante años, acogió su exposición individual Días de Octubre en Irán un trabajo personal de acercamiento social a un país demonizado por occidente y cuya población era, y sigue siendo según la autora, víctima y superviviente de sus gobernantes religiosos.
En 2010 participó en la exposición colectiva Música por el compromiso en Sevilla, Málaga, Córdoba y Buenos Aires, sobre la Fundación Barenboim-Said y su West-Eastern Divan Orchestra. Se ideó con carácter exterior e itinerante y contó con fotógrafos españoles y alemanes. Sus obras se expusieron junto a las de Luis Castilla, Peter Dammann, Agustín Hurtado y Mónica Ritterhaus. El año 2011 fue muy fructífero, realizando la exposición Red de mujeres rurales y urbanas de forma conjunta con Remedios Málvarez, en el marco del congreso internacional homónimo organizado por la Junta de Andalucía, la exposición itinerante Andalucía es nombre de Mujer junto a Remedios Málvarez y Antonio Pérez, y Andalucía –Provenza en Fontvielle, Francia y en Beas de Segura, Jaén. 
Durante el año 2011 fue invitada a realizar junto al fotógrafo francés Bernard Lesaing un proyecto de intercambio fotográfico que culminó en la exposición y publicación de ambos trabajos en las dos poblaciones como dos miradas cruzadas de dos ciudades hermanadas: Fontvielle, de la Provenza francesa, y Beas de Segura, de Andalucía.
En 2012, al cumplirse 20 años de la Expo'92, apareció en el documental emitido por el programa de Reporteros de Canal Sur Televisión (la televisión pública de Andalucía), sobre la efeméride y su repercusión. En 2013 inauguró la exposición Ventanas ciegas con vistas al mar, en La Caja Habitada de Sevilla. En 2016 participó en el proyecto El ADN de la Memoria. Fosas del franquismo: semillas de memoria formado por una treintena de fotógrafos.
Realizó y dirigió el documental Vidas suspendidas junto a su pareja, el ecologista Juan Cuestas Macías, motivada por su inquietud ecologista y las ganas de dar el salto al mundo audiovisual. Narra la necesidad de preservar la biodiversidad en las dehesas de Andalucía. Fue premiado en diversos certámenes y elegido como el Mejor Documental en el Certamen Internacional de Cortometrajes 'Pilas en corto' 2016.
En 2017, con motivo de la conmemoración del XXV Aniversario de la celebración de la Expo 92, se organizó la exposición ¿Éramos tan modernos? en la Fundación Cajasol y se realizó el documental Entrevistas a 12 personalidades, que recogió las impresiones sobre el acontecimiento de, entre otros, Anna Elías en su calidad de fotógrafa, el arquitecto Antonio Cruz, la artista Pilar Albarracín y los modistos Victorio & Lucchino.
Formó parte de la exposición colectiva Mediterráneas con la participación de 15 fotógrafas de países de la cuenca mediterránea, organizada por la Fundación Tres Culturas. Mostraba sus diversas miradas sobres sus realidades culturales, poniendo también el foco en lo que las une, y reivindicaba el trabajo de las artistas más allá de los estereotipos de género. Junto a ella, participaron las artistas españolas Rafaela Rodríguez, Eva Viera, Ana Retamero, Remedios Malvárez, Victoria Rodríguez, Virginia Rota, María Higuero y Olalla Colás, y también la griega Virginia Chormoviti, las marroquíes Latifa Harmouch y Buchra Jalti y las fotógrafas de los países musulmanes Rula Halawani, Rania Matar y Nermine Hammam. Ese mismo año, se implicó en la propuesta colectiva Creadores a sueldo, iniciada en 2016 con carácter social a beneficio del Banco de Alimentos. Junto al poeta Antonio Rivero Taravillo, la escritora Eva Díaz Pérez, la ilustradora Raquel Díaz Reguera, realizó obras personalizadas cuyo importe iba íntegro a esta entidad.
En 2019 publicó el libro conmemorativo del 10º aniversario del Museo Arqueológico de La Rinconada (Sevilla) y realizó el documental sobre los 10 años de actividad de la Asociación AMIGA de Sevilla con la que colabora habitualmente. En 2020, continuó su trayectoria en el audiovisual con el documental Red de Bibliotecas de Mujeres: 25 años de historia, realizado para el Instituto Andaluz de la Mujer con motivo de la celebración de su 25ª aniversario.
Su compromiso social  le ha llevado a iniciar colaboraciones con diversas entidades, como Ecologistas en Acción, los Colectivos de El Pumajero (como su participación en el calendario bianual 2013 junto a trece profesionales de la fotografía Ana Hernando, Remedios Malvárez, Stefania Scamardi, Carmen Herrera, Antonio Pérez, Lolo Vasco, Luís Castilla, José Antonio de Lamadrid, José Luís Tirado, José Ortega, Ricardo Barquím y Miguel Romero), el Banco de Alimentos, el comité anti-SIDA, Solidaridad Internacional Andalucía...
Sus fotografías han sido publicadas, entre otras, en GEO, Meridiana, Maginaria, Aula Verde, Capital, Guía de Arquitectura de España, Oficinas, El Mueble, Casa Viva, Cosas de casa. Y en medios de comunicación como El País, La Razón, ABC, El Correo de Andalucía, 20 minutos, Diario de Sevilla, ZaraGozala.com, elsaltodiario.com como apoyo gráfico de noticias de actualidad.
Realiza trabajos fotográficos y documentales para diversas instituciones y entidades internacionales como Fundación Tres Culturas, Obra Social La Caixa y Caixa Forum, Ecologistas en Acción, Asamblea de Cooperación por la Paz, FAECTA, Red de Bibliotecas de Mujeres de España, Solidaridad Internacional Andalucía, WOCMES Sevilla o La Bienal Internacional de Flamenco de Sevilla.
Fue incluida en el proyecto RAMPA, la Red abierta de mujeres profesionales del audiovisual, una iniciativa del Festival de Cine por mujeres con ayuda del Ministerio de Cultura y Deporte del Gobierno de España. Forma parte de la Asociación Andaluza de Mujeres de los Medios Audiovisuales (AAMMA). 

## Exposiciones

### Individuales
- 1990 Exposición individual en la Bienal de Fotografía de Tortosa, Tarragona
- 1997 NUS, Galería Marta Moore, Sevilla, e Instituto Andaluz de la Mujer, Málaga
- 1998 NUS, Galería Arbore, Porto, Portugal
- 1998 Primavera Fotográfica de Cataluña, Sala Gespa, Barcelona
- 2005 Fotografías para el singular espacio expositivo de la capilla Paraísos Cultivados creada por Javier Mariscal con su paella gigante, dentro del Pabellón de España en la Exposición Universal de Aichi, en Japón.
- 2007 Exposición fotográfica y proyección audiovisual En Foco, Teatro Lope de Vega, Sevilla.[7]
- 2008-2009 Participación en SevillaFoto, ediciones de 2008 y 2009
- 2009 Días de Octubre en Irán en la Fundación Tres Culturas del Mediterráneo, Sevilla.[8][39]
- 2013 Ventanas ciegas con vistas al mar, La Caja Habitada, Sevilla
- 2014 Letras que cuentan, presentación de la exposición y el proyecto Deletra.es, Librería Relatoras, Sevilla.[40]
- 2015 Saharauies en el exilio, Campamentos saharauies en Tindouf, Argelia
- 2018 Andalucía - Provenza, Fontville, Provenza, Francia, y Beas de Segura, Andalucía, España

### Colectivas
- 1989 Cocheras de Sants, Barcelona
- 1994 Salón fotográfico, Palacio de Congresos, Sevilla
- 1996 L'Objectiu a la Biblioteca, Servicio de Bibliotecas de la Generalidad de Cataluña. Itinerante por Cataluña, durante 2 años.
- 1996 Cuatro miradas, Galería Marta Moore, Sevilla.[4]
- 1997 Colectiva con subasta donación Comité Anti-Sida, Centro Andaluz de Arte Contemporáneo, Sevilla
- 1997 Fotografía y joyería, con la diseñadora Jessica Weinstein. ACERT, Tondela, Portugal y Galería Marta Moore, Sevilla.[41]
- 1997 Colectiva Homenaje a Hipólito, Sala Villasís, Sevilla
- 1999-2000 Arte de Mujeres, Instituto Andaluz de la Mujer. Itinerante por Andalucía
- 2002 Miradas España-Portugal, Castelo Branco, Portugal
- 2010 Música por el compromiso, Fundación Barenboim-Said, en Sevilla, Málaga y Buenos Aires. Exposición en exteriores, en itinerancia.[9][10][11]
- 2011 Exposición de retratos Andalucía es nombre de mujer. Proyecto colectivo junto a Antonio Pérez y Remedios Malvárez. Sevilla
- 2011 Andalucía - Provenza: Retratos cruzados de dos ciudades hermanadas, junto a Bernard Lesaing, en Fontvieille, Francia y en Beas de Segura, Jaén
- 2012 100 Fotografías de Semana Santa que deberías conocer, Galería El Antiquarium, Sevilla.[42]
- 2016 El ADN de la Memoria. Fosas del franquismo: semillas de memoria
- 2017 Mediterráneas, en el marco del Foro Mujeres en el Espacio Mediterráneo, organizado por la Fundación Tres Culturas, Jerez de la Frontera, Cádiz.

## Publicaciones
Entre sus publicaciones destacan Tiempo de exposición. Expo'92 Sevilla, editada en Sevilla por Sadel en 1993, la más personal de las muchas publicaciones en las que colaboró en la Exposición Universal de Sevilla de 1992. Otros libros destacados son Itinerario por los conventos de clausura de Sevilla, editado por el Ayuntamiento de Sevilla en 1997; la Guía de Arquitectura en España. 1920-2000, editada por el Ministerio de Fomento en 1998; L'Objectiu a la Biblioteca para el Servicio de Bibliotecas de la Generalidad de Cataluña en 1996; Andalucía en Imágenes, editada en 2006. Con Ediciones Tartessos ha publicado la enciclopedia Conocer Andalucía en 10 volúmenes en 2000-2001 (ISBN 978-84-7663-062-4), el cuarto volumen de Historia del Flamenco en 2002-2003 (ISBN 978-84-7663-073-0), Artesanía cofrade en 9 volúmenes en 2007, Martínez Montañés en dos volúmenes en 2008 (ISBN 978-84-7663-130-0) y Castillo Lastrucci  en dos volúmenes en 2010 (ISBN 978-84-7663-134-8) dentro de la Serie Grandes Maestros Andaluces, La Feria de Abril de Sevilla. Historia y arte de la fiesta de la luz en 2010 (ISBN 978-84-7663-133-1). y 150 años Basílica de la Esperanza Macarena en tres volúmenes en 2013 (ISBN 978-84-7663-150-8).
También ha publicado: 
- Colaboración en Arquitectura Pública en Andalucía. Obras construidas 1984-1994. Junta de Andalucía. Consejería de Obras Públicas y Transportes. Sevilla, 1994. ISBN 8480950390
- Miradas España-Portugal, 2002, que recoge la exposición homónima
- 150 aniversario de la Maquinista i Macosa, Museu Històric Social de la Maquinista i Macosa, 2008
- Libro homenaje a Joan Comorera i Solé, 2010
- 100 Fotografías de Semana Santa de Sevilla que deberías conocer, Lunwerg Editores, 2012.[42]
- Fondos Europeos en Andalucía, 2014
- 10º Aniversario del Museo Arqueológico de La Rinconada, Ayuntamiento de La Rinconada, 2019

## Documentales y video-audiovisuales
Ha realizado documentales y proyectos audiovisuales para la visibilidad de temáticas relacionadas con género e igualdad, ecología y medio ambiente, cooperación internacional o sostenibilidad: 
- 2012. Red de Mujeres Rurales y Urbanas: la RMRU. Ministerio de Medio Ambiente y Medio Rural y Marino, Junta de Andalucía y 5 CCAA más.[44][45][46]
- 2014. Liderazgos de mujeres cooperativistas: Mujeres Cooperativistas Andaluzas. Empresarias y lideresas de su tiempo. AMECOOP Andalucía - FAECTA.[47]
- 2016. Vidas suspendidas.
- 2016. La Biodiversidad no se vende. Ecologistas en Acción
- 2018. Jornadas Andalucía Resiliente. Solidaridad Internacional Andalucía.[48]
- 2019. 10 años de actividad en la Asociación A.M.IGA
- 2020. Red de Bibliotecas de Mujeres: 25 años de historia. Instituto Andaluz de la Mujer

## Galardones
Fue galardonada en la Muestra Nacional Jóvenes Fotógrafos de 1986, 1987, 1988 y 1990. Obtuvo el Accésit en el Certamen Jóvenes Fotógrafos en 1987. Y también fue reconocida en la Fiesta del libro de Barcelona en 1988. Participó en varias ediciones de los Encuentros fotográficos de Gijón.
En 2016, su documental Vidas suspendidas fue premiado como el Mejor Documental en el Certamen Internacional de cortometrajes Pilas en corto.